# العلاقات السودانية المالديفية
العلاقات السودانية المالديفية هي العلاقات الثنائية التي تجمع بين السودان والمالديف.

## مقارنة بين البلدين
هذه مقارنة عامة ومرجعية للدولتين:
| وجه المقارنة                                              | السودان                     | [[تصنيف:صفحات تستخدم رمز علم غير موجود\|]] المالديف |
| --------------------------------------------------------- | --------------------------- | --------------------------------------------------- |
| المساحة (كم2)                                             | 1.89 مليون                  | 298                                                 |
| عدد السكان (نسمة)                                         | 40.53 مليون                 | 436.33 ألف                                          |
| الكثافة السكانية (ن./كم²)                                 | 21.44                       | 146.42 ألف                                          |
| العاصمة                                                   | الخرطوم                     | ماليه                                               |
| اللغة الرسمية                                             | اللغة العربية، لغة إنجليزية | اللغة الديفهي                                       |
| العملة                                                    | جنيه سوداني                 | روفيه مالديفية                                      |
| الناتج المحلي الإجمالي (بليون دولار)                      | 117.49 مليار                | 4.60 مليار                                          |
| الناتج المحلي الإجمالي (تعادل القوة الشرائية) بليون دولار | 176.55 مليار                | 5.23 مليار                                          |
| الناتج المحلي الإجمالي الاسمي للفرد دولار أمريكي          | 2.41 ألف                    | 8.39 ألف                                            |
| الناتج المحلي الإجمالي للفرد دولار أمريكي                 | 4.07 ألف                    | 12.53 ألف                                           |
| مؤشر التنمية البشرية                                      | 0.479                       | 0.706                                               |
| رمز المكالمات الدولي                                      | +249                        | +960                                                |
| رمز الإنترنت                                              | سودان                       | .mv                                                 |
| المنطقة الزمنية                                           | ت ع م+03:00، ت ع م+02:00    | ت ع م+05:00                                         |

## منظمات دولية مشتركة
يشترك البلدان في عضوية مجموعة من المنظمات الدولية، منها:
| علم المنظمة | اسم المنظمة                        | تاريخ انضمام السودان | تاريخ انضمام المالديف |
| ----------- | ---------------------------------- | -------------------- | --------------------- |
|             | منظمة التعاون الإسلامي             | ?                    | ?                     |
|             | الاتحاد البريدي العالمي            | ?                    | ?                     |
|             | يونسكو                             | 26 نوفمبر 1956       | 18 يوليو 1980         |
|             | البنك الدولي للإنشاء والتعمير      | 5 سبتمبر 1957        | 13 يناير 1978         |
|             | وكالة ضمان الاستثمار متعدد الأطراف | 7 نوفمبر 1991        | 19 مايو 2005          |
|             | الاتحاد الدولي للاتصالات           | 23 أكتوبر 1957       | 28 فبراير 1967        |
|             | مؤسسة التمويل الدولية              | 21 أكتوبر 1960       | 2 فبراير 1983         |
|             | منظمة الشرطة الجنائية الدولية      | ?                    | ?                     |
|             | الأمم المتحدة                      | 12 نوفمبر 1956       | 21 سبتمبر 1965        |
|             | مؤسسة التنمية الدولية              | 24 سبتمبر 1960       | 13 يناير 1978         |
|             | منظمة حظر الأسلحة الكيميائية       | ?                    | ?                     |

## وصلات خارجية
- موقع وزارة الخارجية السودانية
- موقع وزارة الخارجية المالديفية